# غريغوري مكمان
غريغوري مكمان (بالإنجليزية: Gregory McMahon)‏ هو محاسب ومستشار ضريبي ‏ وضابط وسياسي أمريكي، ولد في 19 مارس 1915 في نيويورك في الولايات المتحدة، وتوفي في 27 يونيو 1989 في غاردين سيتي في الولايات المتحدة. حزبياً، نشط في الحزب الجمهوري. وقد انتخب عضو مجلس النواب الأمريكي.